# Bowie (Maryland)
Bowie è una city degli Stati Uniti d'America, situata nella contea di Prince George's, nello Stato del Maryland.